# Återvall
Återvall är en ort på Ingarö i Värmdö kommun, i Stockholms län. Från 2015 ingår bebyggelsen i tätorten Fågelvikshöjden.

## Befolkningsutveckling
| Befolkningsutvecklingen i Återvall 1990–2010                              | Befolkningsutvecklingen i Återvall 1990–2010 | Befolkningsutvecklingen i Återvall 1990–2010 | Befolkningsutvecklingen i Återvall 1990–2010 | Befolkningsutvecklingen i Återvall 1990–2010 |
| ------------------------------------------------------------------------- | -------------------------------------------- | -------------------------------------------- | -------------------------------------------- | -------------------------------------------- |
|                                                                           |                                              |                                              |                                              |                                              |
| År                                                                        |                                              |                                              | Folkmängd                                    | Areal (ha)                                   |
| 1990                                                                      | 1990                                         |                                              | 78                                           | 33#                                          |
| 1995                                                                      | 1995                                         |                                              | 105                                          | 28#                                          |
| 2000                                                                      | 2000                                         |                                              | 164                                          | 34#                                          |
| 2005                                                                      | 2005                                         |                                              | 205                                          | 36                                           |
| 2010                                                                      | 2010                                         |                                              | 206                                          | 35                                           |
| Anm.: Ny tätort 2005. Sammanvuxen med Fågelvikshöjden 2015. # Som småort. |                                              |                                              |                                              |                                              |